# Capinghem
Capinghem (Nederlands: Kampingem) is een Franse gemeente in het Noorderdepartement (Frans: département du Nord) in de regio Hauts-de-France. De gemeente telde op 1 januari 2022 2.601 inwoners en maakt deel uit van het arrondissement Rijsel.

## Geografie
De oppervlakte van Capinghem bedroeg op 1 januari 2022 1,86 vierkante kilometer; de bevolkingsdichtheid was toen 1.398,4 inwoners per km².

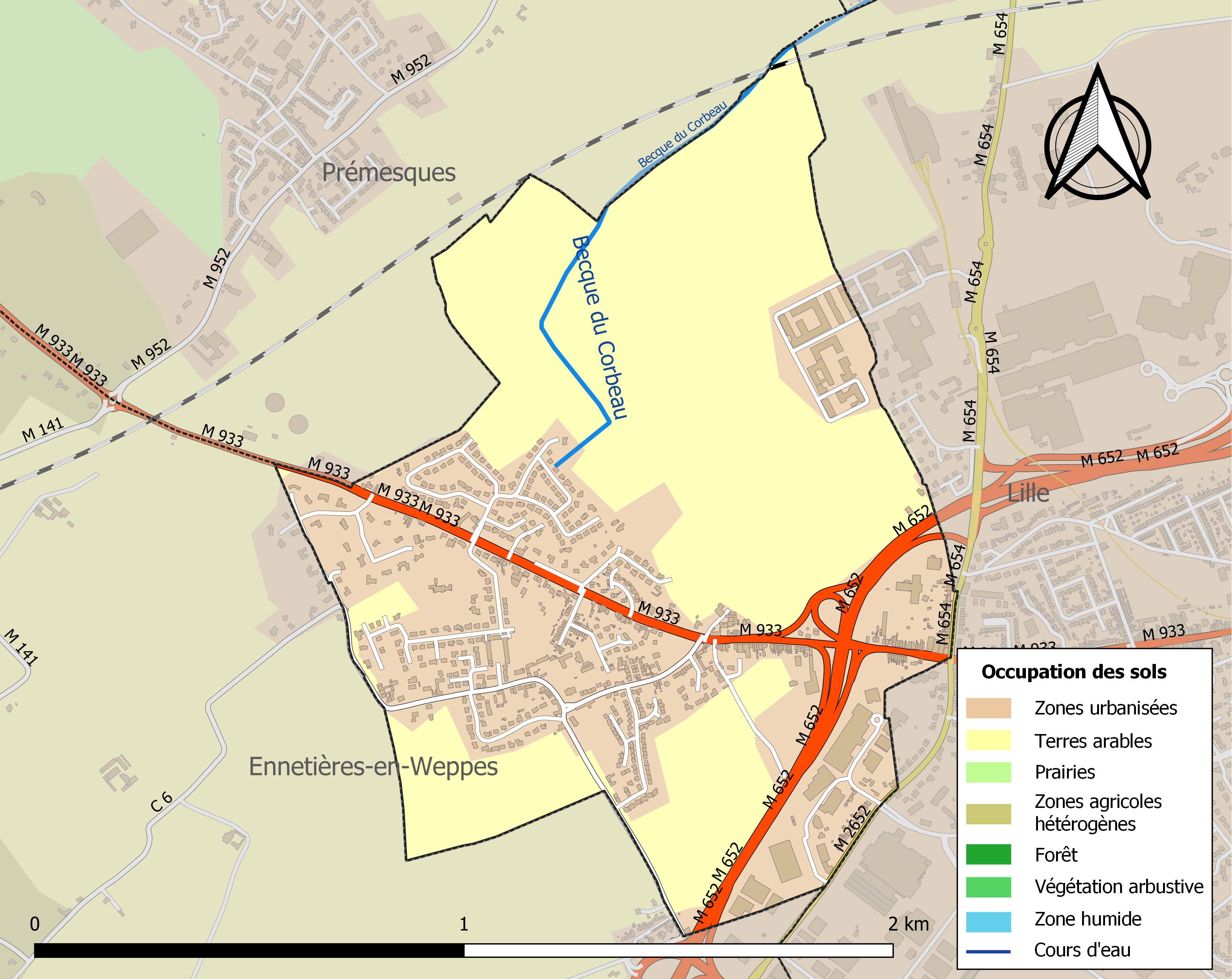
Kaart van de gemeente met belangrijkste infrastructuur, bodemgebruik en omliggende gemeenten

## Bezienswaardigheden
- De Sint-Vaastkerk (Eglise Saint-Vaast)
- Op het Kerkhof van Capinghem bevindt zich een Brits oorlogsgraf van een gesneuvelde uit de Tweede Wereldoorlog.

## Demografie
Onderstaande figuur toont het verloop van het inwonertal (bron: INSEE-tellingen).